# Varfoloméievka (poble)
|  | Per a altres significats, vegeu «Varfoloméievka». |

Varfoloméievka (en rus: Варфоломеевка) és un poble del krai de Primórie, a l'Extrem Orient de Rússia, que en el cens del 2010 tenia 1.240 habitants.